# Przystanek Śmierć
Przystanek Śmierć – powieść kryminalna Tomasza Konatkowskiego z 2007 (drugie wydanie - 2010), nominowana do Nagrody Wielkiego Kalibru w 2007. Jest to pierwsza powieść cyklu z komisarzem Adamem Nowakiem.

## Fabuła
Akcja powieści rozgrywa się we współczesnej Warszawie. Przedmiotem śledztwa komisarza Adama Nowaka (bohatera całego cyklu), są seryjne morderstwa dokonywane w tramwajach warszawskich i na przystankach. Rytmowi śledztwa towarzyszą rozbudowane opisy dzielnic i historii Warszawy, w tym dziejów komunikacji miejskiej w tym mieście. 